# Hoffmannia latifolia
Hoffmannia latifolia là một loài thực vật có hoa trong họ Thiến thảo. Loài này được (Bartl. ex DC.) Kuntze mô tả khoa học đầu tiên năm 1891.